# Scorpaena annobonae
Scorpaena annobonae — вид скорпеноподібних риб роду Скорпена (Scorpaena) родини скорпенових (Scorpaenidae).

## Поширення
Вид зустрічається на сході Атлантичного океану біля берегів острова Аннобон, що належить Екваторіальній Гвінеї.

## Опис
Риба дрібного розміру, завдовжки лише 4,4 см.

## Спосіб життя
Це морський, тропічний, демерсальний вид, що мешкає на піщаному дні на глибині до 48 м. Активний хижак, що живиться дрібною рибою та ракоподібними.